# Ротунда (Арђеш)
Ротунда (рум. Rotunda) насеље је у Румунији у округу Арђеш у општини Корбени. Oпштина се налази на надморској висини од 561 m.

## Становништво
Према подацима из 2002. године у насељу је живело 775 становника, од којих су сви румунске националности.